# Ковир (річка)
Кови́р, Ковер — річка у Львівському районі Львівської області, ліва притока Щирця, (басейн Дністра). 

## Опис
Довжина річки приблизно 4,5  км. Висота витоку над рівнем моря — 344 м, висота гирла — 284 м, падіння річки — 60 м, похил річки — 13,34 м/км. Формується з 1 безіменного струмка та 4 водойм.

## Розташування
Бере початок у селі Солонка. Тече переважно на південний захід і на південно-західній околиці села впадає в річку Щирець (озеро Наварія), ліву притоку Дністра.